# Conservatorium

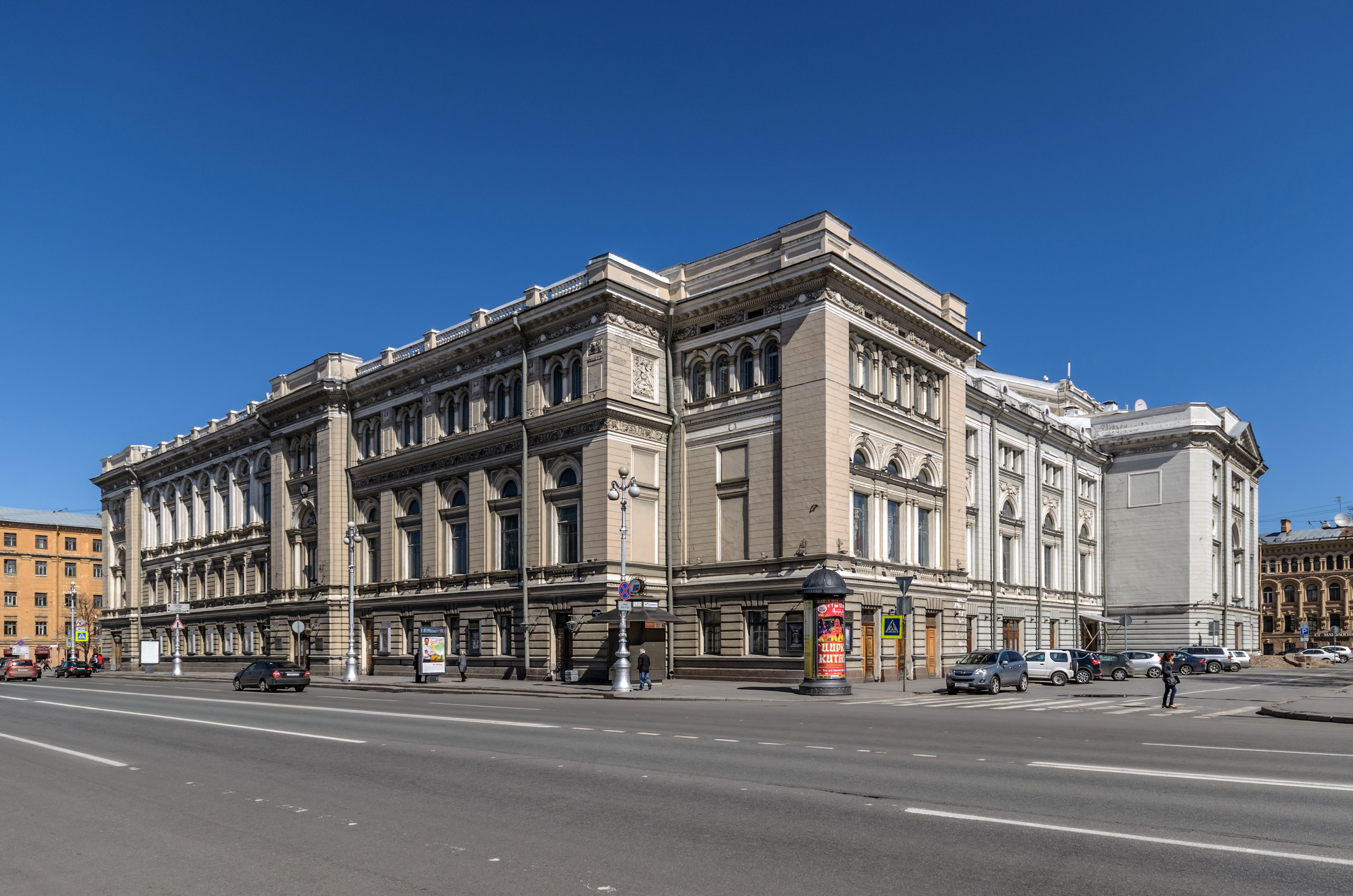
Conservatorium van Sint-Petersburg.

Een (muziek)conservatorium is een school in het hoger onderwijs waar men zich kan laten opleiden tot professioneel musicus of danser.

## Historische achtergrond
De benaming 'conservatorium' is afgeleid van het Latijnse 'conservare' (='bewaren'). De naam gaat terug op de weeshuizen, 'bewaar'-plaatsen (opvangplaatsen) voor ouderloze kinderen, in Italië. Reeds Paus Gregorius I (ca. 600) rekruteerde voor de zangersknapen jongens uit deze instellingen. Sinds de 16e eeuw werd het een vaste regel dat deze knapen, indien ze een goede stem en muzikaal gevoel hadden, een zangersopleiding kregen ten behoeve van de koren van de kathedralen en andere grote kerken. Pas tegen het eind van de 18e eeuw ontstonden ook in andere landen muziekscholen buiten deze weeshuizen om, maar de naam bleef tot in onze tijd in praktisch alle landen behouden.
De voornaamste conservatoria werden opgericht in Napels (1537: het Santa Maria di Loreto, de voorganger van het huidige Conservatorio di San Pietro a Majella di Napoli), Stockholm (1771), Stuttgart (1775), Parijs (1784), Milaan (1807), Praag (1811), Brussel (1813), Wenen (1822), Londen (1822), Den Haag (1826), Madrid (1830), Genève (1835), Boston (1853), Sint Petersburg (1862), Moskou (1866), Amsterdam (1862) en Antwerpen (1897).
Eind 20e eeuw kregen tal van Nederlandse en Belgische plaatsen de wettelijke status van 'Conservatorium' voor hun muziekschool. De vroegere beperktheid van het aantal muziekvakken dat aan een conservatorium werd onderwezen is bovendien aanzienlijk uitgebreid.

## Opleiding

### Structuur
Tot aan de invoering van het bachelor-master stelsel (BaMa) in 2002 was een conservatoriumopleiding als volgt opgebouwd:
- Diploma docerend musicus (DM) voor alle hoofdvakstudies instrumenten en zang, duur 4 jaar; met dit diploma was men bevoegd om les te geven aan muziekscholen.
- Diploma uitvoerend musicus (UM) voor alle hoofdvakstudies instrumenten en zang, duur 2 jaar en aansluitend op de opleiding Docerend Musicus; alleen voor de meeste getalenteerde studenten.
- Praktijkdiploma's en einddiploma's (qua niveau gelijk aan DM en UM) voor de studies orkestdirectie, compositie, schoolmuziek (muziekdocent in basis- en voortgezet onderwijs), theorie der muziek, jazz en popmuziek / lichte muziek.
- Diverse Praktijkdiploma's die men als aanvullende studie naast de hoofdvakstudie kon doen zoals kerkmuziek (kerkelijk koorleider en kerkelijk orgelspel) en directie HaFaBra (harmonie, fanfare en brassband).

Vanaf 2002 is de opleiding verdeeld in opleidingen voor de internationaal erkende academische titels:
- Bachelor of Music of Bachelor Music in Education (BMus / BEd): 2 basisjaren, daarna 2 jaar specialisatie Profiel Performer Allround of Profiel Performer Educator, gericht op muziekonderwijs.
- Master of Music (MMus): 2 specialisatiejaren aansluitend op de bacheloropleiding voor de meest getalenteerde studenten, gericht op de internationale beroepspraktijk; met als extra mogelijkheid zich te specialiseren in bijvoorbeeld opera of oude muziek. Een scriptie maakt onderdeel uit van de opleiding.
- Beide studies kunnen aangevuld worden met een minorstudie: een samenhangend vakkenpakket, verdeeld over een of meerdere jaren dat parallel aan de hoofdstudie wordt gevolgd, zoals bijvoorbeeld kamermuziek, ensembleleiding, zang, compositie (voor instrumentalisten), barokke speeltechnieken (voor strijkers) en flamencomuziek, tango of wereldmuziek.
- Bij sommige conservatoria bestaat de mogelijkheid om muziektheoretische vakken te volgen aan een universiteit waarmee wordt samengewerkt.

Tot 2014 waren de graden van universitaire opleidingen ongelijk aan die van het hoger beroepsonderwijs. De graad Bachelor/Master of Arts was alleen toegestaan voor universitaire opleidingen. Sinds 1 januari 2014 is het wettelijk mogelijk gemaakt dat ook hogescholen deze graden mogen uitreiken. De Bachelor/Master of Arts-titel komt dan in de plaats van de Bachelor/Master of Music-titel.
Bij zowel de oude als de nieuwe structuur is er sprake van een propedeusejaar. Dit jaar is oriënterend en selecterend van karakter, en dient men met voldoende resultaten af te sluiten om toegelaten te worden tot de Hoofdfase.

### Toelating
Om aan een conservatorium te worden aangenomen moet eerst een toelatingsexamen afgelegd worden, dat bestaat uit een schriftelijk of mondeling theoretisch deel en een praktisch deel, een auditie. Om het vereiste aanvangsniveau te bereiken is het nodig dat men al een groot aantal jaren les heeft gehad op het betreffende instrument van een beroepsdocent, die zelf ook een conservatoriumdiploma heeft. Dat kan via een privé-docent of bij een docent aan een muziekschool. In Vlaanderen kan men ter voorbereiding op het conservatorium ook deeltijds kunstonderwijs volgen, of kunstsecundair onderwijs voor de studierichting Muziek of woordkunst.
Als men nog onvoldoende theoretische kennis heeft maar wel voldoende muzikaliteit heeft laten zien bij de auditie, kan men toegelaten worden tot de Vooropleiding (deeltijdstudie). In dit jaar leert men alle benodigde theoretische kennis en wordt tevens gekeken of de muzikale ontwikkeling van de student voldoende is om toegelaten te worden tot het eerste jaar.

### Inhoud studie
Bij instrumentale hoofdvakken en het hoofdvak zang ligt de nadruk op musiceren. De student krijgt wekelijks een uur les van de hoofdvakdocent. Daarnaast zijn er (instrumentale) groepslessen, lessen met begeleiding van een pianist of lessen in ensemblespel. De student wordt geacht zo'n 3 tot 6 uur per dag te studeren op zijn instrument, afhankelijk van het type instrument. Bij zangers en blaasinstrumenten is dit aantal uren in de regel lager i.v.m. de fysieke belasting die ermee gemoeid is.
Naast de instrumentale vakken zijn er voor alle studenten lessen muziekgeschiedenis, algemene muziekleer en solfège. Voor de pedagogische studies zijn er lessen in methodiek en ontwikkelingspsychologie. Daarnaast kennen verschillende hoofdvakken specifieke aanvullende lessen, zoals orgelbouwkunde, basso continuospel en improviseren voor organisten, liedbegeleiding voor pianisten, harmonieleer, contrapunt en vormleer voor componisten, organisten en (koor-)dirigenten, of Italiaans, acteren en Alexandertechniek voor zangers. Verschillende conservatoria geven daarnaast lessen in de zakelijke aspecten van het zzp'erschap ter voorbereiding op de praktijk.

### Ontwikkeling
Over het algemeen geldt dat de student tijdens de hele opleiding (zoals bij elke kunstopleiding) voldoende artistieke ontwikkeling moet tonen om te mogen afstuderen. Als deze ontwikkeling stagneert of men de potentie niet waar weet te maken, kan een bindend studieadvies tot stoppen volgen. De bedoeling is dat de student aan het eind van de opleiding blijk geeft van een groot muzikaal voorstellingsvermogen, en zijn of haar muzikale ideeën kan realiseren door alle geleerde kennis betreffende klankvorming en interpretatie, zelfstandig en op een juiste manier op muziekstukken in verschillende stijlen toe te passen. Daarnaast weet de musicus met zijn instrument te communiceren naar een publiek toe en geeft hij blijk van een eigen, herkenbare artisticiteit, waarmee de musicus zich van anderen onderscheidt.

## Overige muziekstudies
Voor geïnteresseerden die niet bij een conservatorium terecht kunnen, hetzij omdat zij afgewezen zijn bij de toelatingsexamens, hetzij omdat ze te oud zijn voor een reguliere opleiding, bestond in Nederland tot 2017 de mogelijkheid om via een staatsexamen in het bezit te komen van een bachelordiploma (afgegeven door de voormalige Schumann Academie). Men volgde dan meestal de theoretische vakken bij een instituut dat daarin gespecialiseerd was en de praktische vakken bij een privédocent.
Naast de pop- en jazzopleidingen aan de reguliere conservatoria zijn er ook gespecialiseerde Rock- en Popacademies die op HBO-niveau popmuziek als studierichting aanbieden.
Het is ook mogelijk aan een universiteit musicologie te studeren. In deze studie ligt de nadruk op theoretische vakken en onderzoeksvaardigheden, en niet op de instrumentvaardigheid.

## Werkveld
Afgestudeerden kunnen gaan werken als privédocent of als docent aan een muziekschool of bij een docentencollectief. Docenten Schoolmuziek kunnen muzieklessen geven op basisscholen en in het voortgezet onderwijs, waar muziek een examenvak is. Zangers kunnen solliciteren op vacatures bij beroepskoren en bespelers van orkestinstrumenten kunnen solliciteren op vacatures bij ensembles en symfonieorkesten. Ook een eigen ensemble starten om mee op te treden komt veel voor. Pop- en jazzmusici kunnen een eigen band oprichten of als studiomuzikant meewerken aan opnames van anderen. Zeer getalenteerde musici kunnen door een impresariaat gescout worden, waarna de impresario optredens gaat regelen. Jonge, net afgestudeerde solisten kunnen meedoen aan concoursen om zo naamsbekendheid te verwerven als men een prijs wint. De top van de Nederlandse solisten kan zich, met hetzelfde doel, aanmelden voor de Nederlandse Muziekprijs.
Afgestudeerden met een conservatoriumdiploma kunnen ook werk vinden in aanverwante beroepen zoals in de organisatie van muziekfestivals, concertzalen en poppodia, als impresario, orkestinspiciënt of artistiek leider, als muziekbibliothecaris, muziekrecensent of redacteur van een (vak-)tijdschrift, of een studie tot muziektherapeut gaan volgen. Soms worden musici instrumentenbouwers, -stemmers of -reparateurs. Vaak heeft men als zzp'er een gemengde beroepspraktijk, waarbij ook bijbanen buiten de muziek worden genomen om het inkomen aan te vullen.
Over het algemeen geldt dat het moeilijk is om als musicus je brood te verdienen, tenzij men uitzonderlijk getalenteerd is. Volgens de beoordeling van de Nederlandse Nationale Beroepengids (2021) zijn de baankansen voor musici "slecht". Volgens onderzoek van EWMagazine (2021) verdienen Nederlandse musici na 10 jaar gewerkt te hebben bruto €27.639,- per jaar / €23,39 per uur (mediaan) en behoren daarmee tot de laagst verdienende HBO-opgeleiden.

## Conservatoria
Zie de pagina's Conservatoria in Nederland, Conservatoria in België en Lijst van conservatoria voor een overzicht van alle (internationale) opleidingen.